# Habenaria felipensis
Habenaria felipensis är en orkidéart som beskrevs av Oakes Ames. Habenaria felipensis ingår i släktet Habenaria och familjen orkidéer. Inga underarter finns listade i Catalogue of Life.